# Max Liebermann

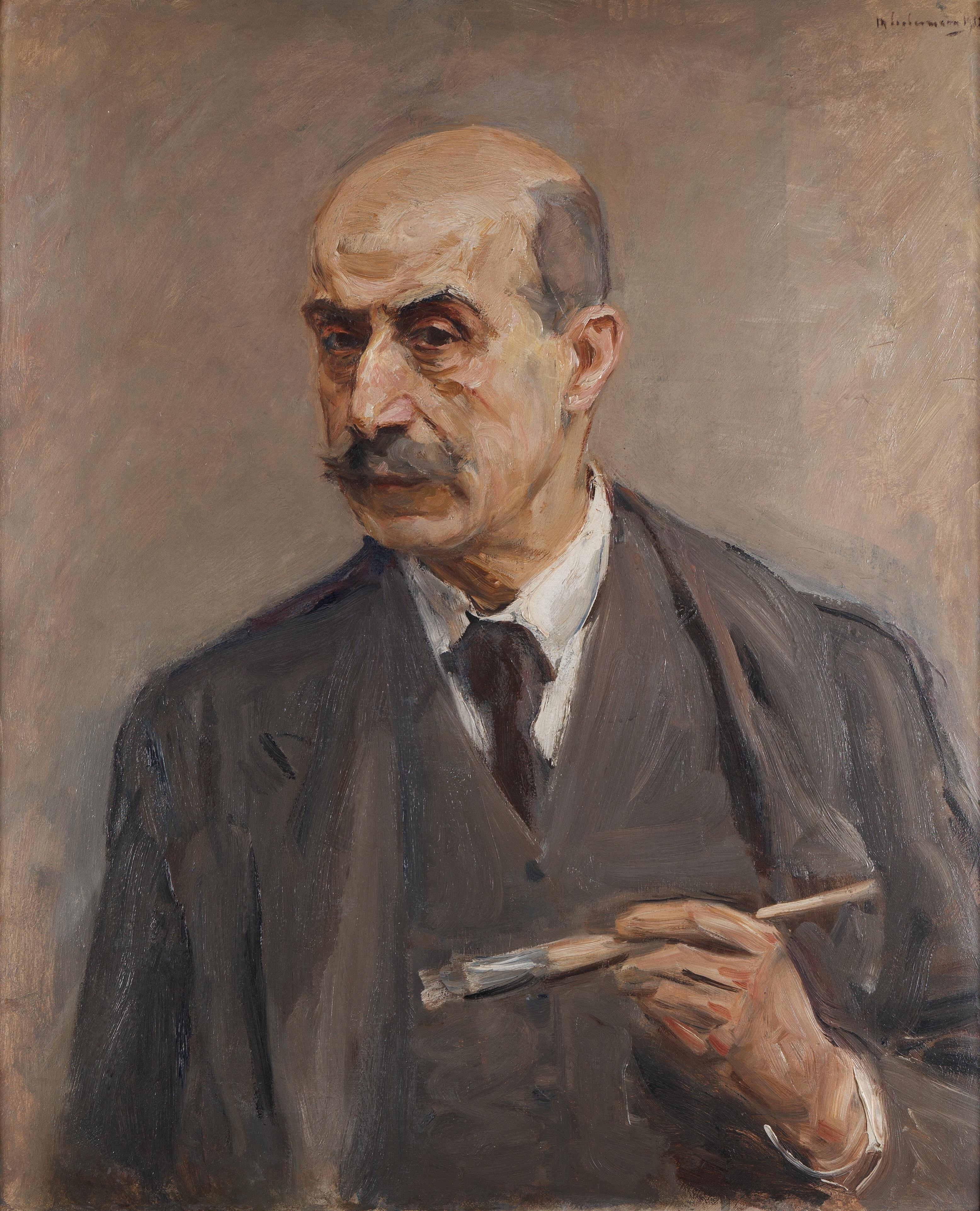
Autorretrato con pincel (1913), Stiftung Stadtmuseum Berlin

Max Liebermann (Berlín, 20 de julio de 1847-Berlín, 8 de febrero de 1935) fue un pintor y grabador judeo-alemán, destacado representante del impresionismo en Alemania, donde lideró la pintura vanguardista durante más de 30 años.
Hijo de un hombre de negocios berlinés, estudió inicialmente leyes y filosofía, pero luego se dedicó a estudiar pintura, tanto en Alemania como en Francia y Holanda. En Francia visitó Barbizon, donde absorbió influencias del realismo, y París, donde descubrió el arte impresionista; coleccionó pinturas de importantes maestros de su época. También viajó a Holanda, donde estudió la obra de los maestros Rembrandt, Frans Hals y Van Ostade. 
Los paisajes pintorescos y escenas campesinas, inspiradas en Holanda, son algunas de las expresiones más representativas de este pintor. Inicialmente, Liebermann ejecutó obras de marcado naturalismo, durante las últimas décadas de siglo XIX, el berlinés adoptó en su pintura el modernismo. 
Hacia 1920 fue presidente de la Academia de las Artes de Prusia, cargo al cual renunció en 1932 por la discriminación que existía en su país hacia los pintores alemanes judíos. Pasó los últimos años su vida aislado, por voluntad propia, pintando hasta 1934, poco antes de fallecer en su Berlín natal. El régimen dictatorial nazi confiscó la obra de Liebermann y la incluyó en sus listas negras, pero no la exhibió en ninguna muestra de corte político-propagandístico.
Desde 1945 en adelante, las obras de Liebermann que habían sido expoliadas durante la Segunda Guerra Mundial fueron y aún son gradualmente restituidas tanto a los museos europeos como a sus propietarios legítimos o a sus herederos. La obra de Liebermann figura en no menos de doce museos alemanes y diversas muestras de la obra pictórica de Liebermann fueron organizadas en ese país europeo en 2011.

## Vida y obra

### Infancia y juventud
Nacido de padres judeo-alemanes en el seno de una familia acaudalada en Berlín el 20 de julio de 1847, Max Liebermann fue hijo del acaudalado empresario industrial Louis Liebermann y de su esposa Philippe Haller. Su abuelo fue Josef Liebermann, un reconocido empresario textil, quien fundó el patrimonio de los Liebermann. Sólo tres días después del nacimiento de Max entró en vigencia la ley que concedía igualdad de derechos y ciudadanía a la población judía de Alemania. En 1851 los Liebermann se mudaron a la calle Behrenstrasse. Desde entonces, Max asistió a una escuela primaria y humanística ubicada en los alrededores. 

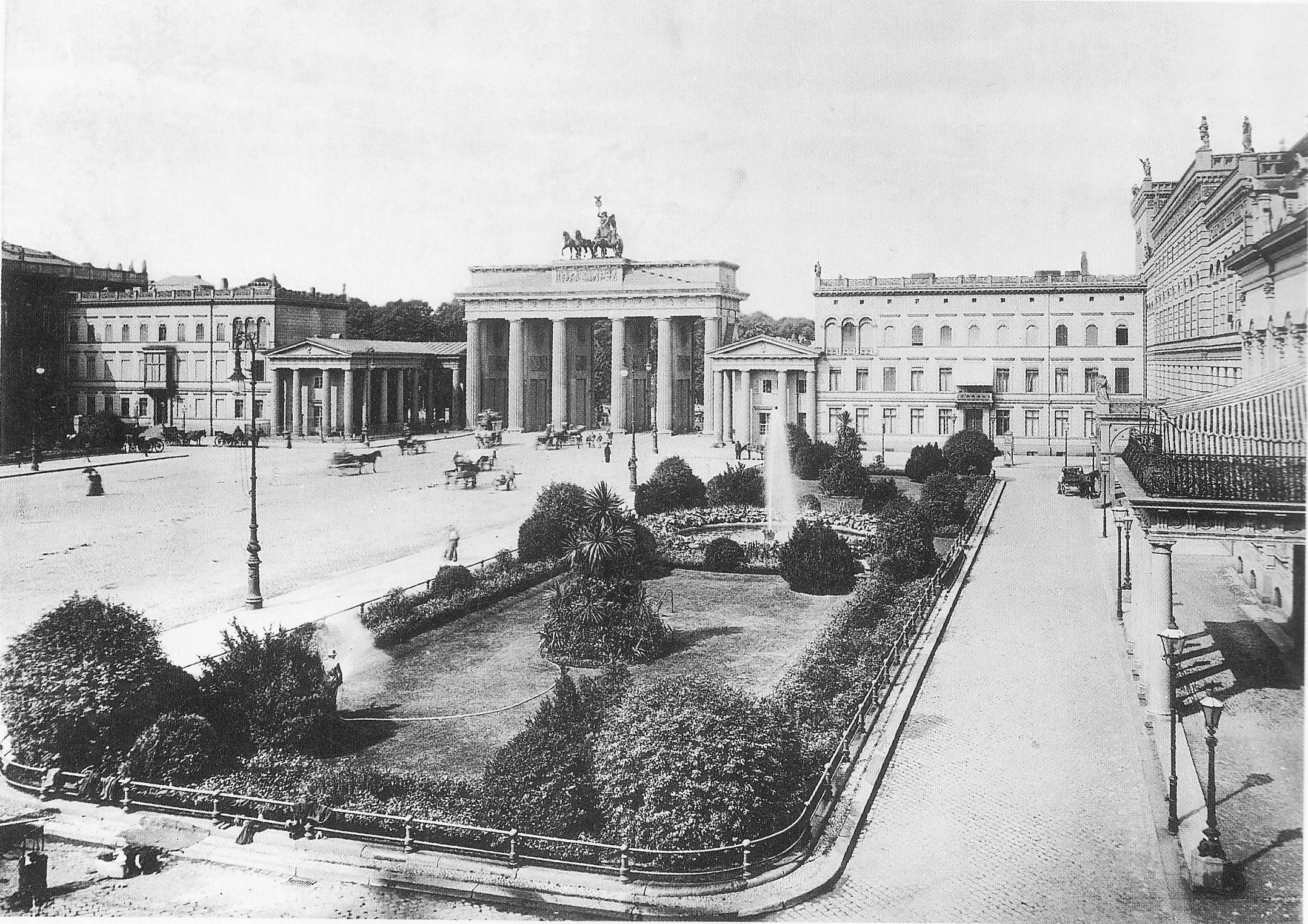
El Palacio Liebermann, situado en Pariser Platz 7, a la derecha de la Puerta de Brandeburgo. Fotografía tomada en Berlín en 1892.

Max solía entretenerse dibujando. Cuando tenía 10 años, su padre compró el Palacio Liebermann, propiedad situada junto a la céntrica Pariser Platz berlinesa. La ventana del dormitorio de Max poseía vistas hacia la Puerta de Brandeburgo.
Habiendo dejando de lado el estilo de vida ortodoxo de sus predecesores, los Liebermann asistían a la sinagoga reformista. En 1859, cuando Louis Liebermann solicitó se pintara un retrato de su esposa, Max acompañó a su madre donde la pintora Antonie Volkmar. Como estaba aburrido, pidió un lápiz y empezó a dibujar: Volkmar descubrió entonces el talento de Max. Sus padres no se entusiasmaban con la idea de que pintase, pero Max no se negaba a recibir clases de pintura. Desde ese momento, Max empezó a recibir clases privadas de pintura con Eduard Holbein por las tardes, en su tiempo libre, después del colegio. Los padres de Max no valoraban demasiado su talento gráfico: para la primera publicación de sus trabajos, cuando tenía 13 años, su padre le prohibió que incluyese el apellido de la familia. 
Louis Liebermann eligió como siguiente centro de estudios para sus hijos el Friedrichwerdersche Gymnasium, lugar donde también estudiaban los hijos de Bismarck. En 1862, cuando Max tenía 15 años, asistió a una actividad organizada por el joven socialista Ferdinand Lassalle, cuyas apasionadas ideas acerca de la introducción de mejoras en la sociedad no tadaron en fascinarlo. En 1866, Max obtuvo el Abitur (bachillerato internacional).

### Estudios y comienzos artísticos
Pese a la oposición familiar —pues se esperaba que Max fuese un hombre de negocios—, él finalmente se ocuparía de la pintura. 
Entre 1866 y 1868, Max Liebermann asistió a la facultad de Filosofía de la Universidad de Berlín.
Luego de haberse iniciado en dibujo en Berlín con Carl Steffeck entre 1863 y 1864, Liebermann estudió en la Escuela de Arte de Weimar, 1868-1982. En dicha escuela, conocida en alemán como la Kunsthochschule de Weimar, Liebermann tuvo por maestros a Ferdinand Wilhelm Pauwels, Charles Verlat y Paul Thumann.
En la guerra franco-prusiana de 1870, se sintió inspirado por la conmoción general de su patria y se presentó voluntariamente en la Orden de San Juan (ya que una fractura del brazo le impedía enrolarse en el servicio militar). Sirvió de socorrista en Metz. Entre 1870 y 1871, sirvió junto a otros 12.000 judíos a los intereses a lo largo de esa guerra. Las vivencias experimentadas en el campo de batalla afectaron profundamente al joven artista.

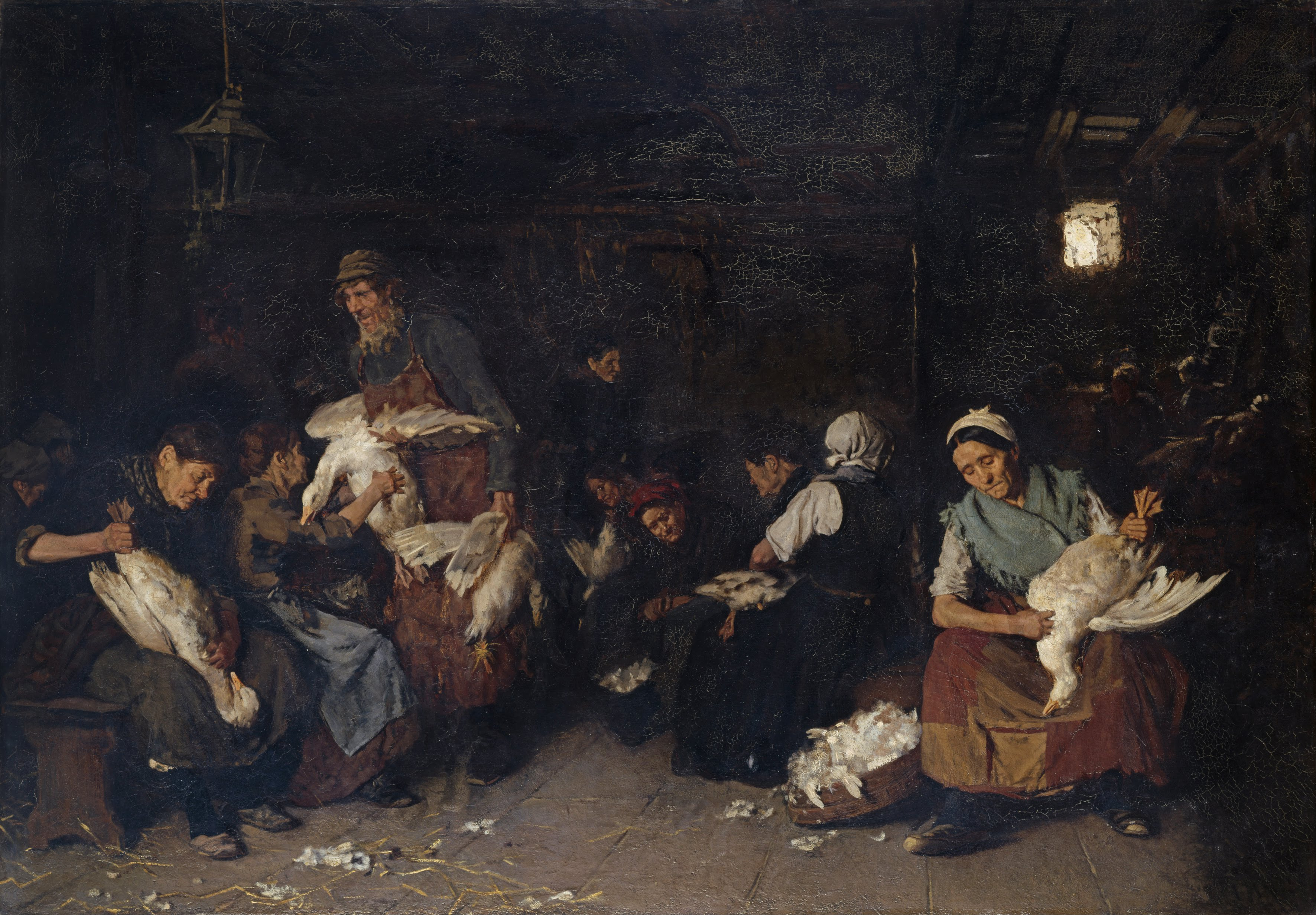
Mujeres desplumando gansos, 1872. Primer lienzo de gran formato creado por Liebermann en 1872.

De 1871 data un viaje a Düsseldorf, en el que Liebermann visitó al pintor Mihály Munkácsy y fue influido por el arte naturalista de ese pintor húngaro. El marcado realismo e inmediatez de la primera obra exhibida por Liebermann, Mujeres desplumando gansos (1872), se caracteriza por contrastar fuertemente con el romanticismo idealista o el heroísmo rimbombante entonces dominantes en Alemania. En este oscuro trabajo, Liebermann une el naturalismo de Munkászy con elementos de lo que se conoce como pintura de historia. Al ser exhibido en Hamburgo y Berlín, el cuadro le valió a Liebermann los epítetos críticos de "discípulo de lo feo" y "apóstol de la fealdad". Según Juan López-Manzanares, tamaños apelativos fueron consecuencia de la cruda influencia estilística de Munkácsy. No obstante, y a pesar de ellos, la obra no tardó en venderse y Liebermann perseveró en su carrera de pintor, dibujante, grabador y coleccionista de obras de arte—una carrera que duraría más de cincuenta años.
Liebermann fue tildado por la crítica conservadora alemana en términos de "pintor de suciedad" (Schmutzmaler), seguramente porque los académicos intransigentes y críticos oficialistas aborrecían la idea de que el arte representase a las clases trabajadoras y por ello generalmente evitaban además referirse a las durísimas condiciones en las que ellas vivían en Europa. En efecto, 

Hasta el siglo XIX, el arte alemán fue, salvo algunas pocas excepciones, dominado por el estilo histórico grandilocuente de la escuela de Múnich o por el sentimentalismo académico de la escuela de Dusseldorf que produjeron innumerables paisajes románticos, escenas de género y retratos pretenciosos.

Pero, más allá de lo que opinara la crítica intransigente, el segundo trabajo de gran formato pintado por Liebermann, Mujeres que fabrican conservas, fue exhibido en la Gran Exposición Anual de Amberes, en donde también encontró nuevos interesados que adquirieron su obra.
Liebermann había encontrado su estilo propio: pintar personas que trabajan en un estilo realista, pero no sentimental. Su obra no caía en el romanticismo idealizado de sus predecesores, pero tampoco en la condescendencia ni en la denuncia pública. Al pintar, Liebermann se distinguía por dar a sus motivos una dignidad natural y no necesitaba disimular nada. En este sentido, el arte de Liebermann constituía algo nuevo, un tipo de pintura honesta que, en el provinciano contexto histórico alemán de la época, resultaba moderna y vanguardista.

### París, Barbizon y Ámsterdam
Max Liebermann visitó por primera vez París y los Países Bajos en 1872, luego vivió principalmente en París entre 1873 y 1878, visitando durante los veranos de 1873, 1874 y 1875 Barbizon y Holanda, e inspirado por la obra de Frans Hals, Millet, Corot e Israëls, realizó estudios del natural y pinturas acerca de la vida campesina.
En diciembre de 1873, Max Liebermann partió a París e instaló un taller en Montmartre. En la capital mundial del arte, intentó establecer contactos con los líderes de las vanguardias pictóricas realista e impresionista. No obstante, los franceses le negaban todo tipo de contacto al alemán Liebermann. En 1874 presentó sus Mujeres desplumando gansos en el Salón de París, donde, a pesar de haber sido aceptado, recibió críticas negativas por parte de la prensa nacionalista francesa. 
Fue para ese entonces que por primera vez, Liebermann pasó el verano en Barbizon, cerca al Bosque de Fontainebleau. Alguna vez reconoció: "Munkácsy me atrajo mucho, pero más me atrajeron Troyon, Daubigny, Corot y, sobre todo, Millet".

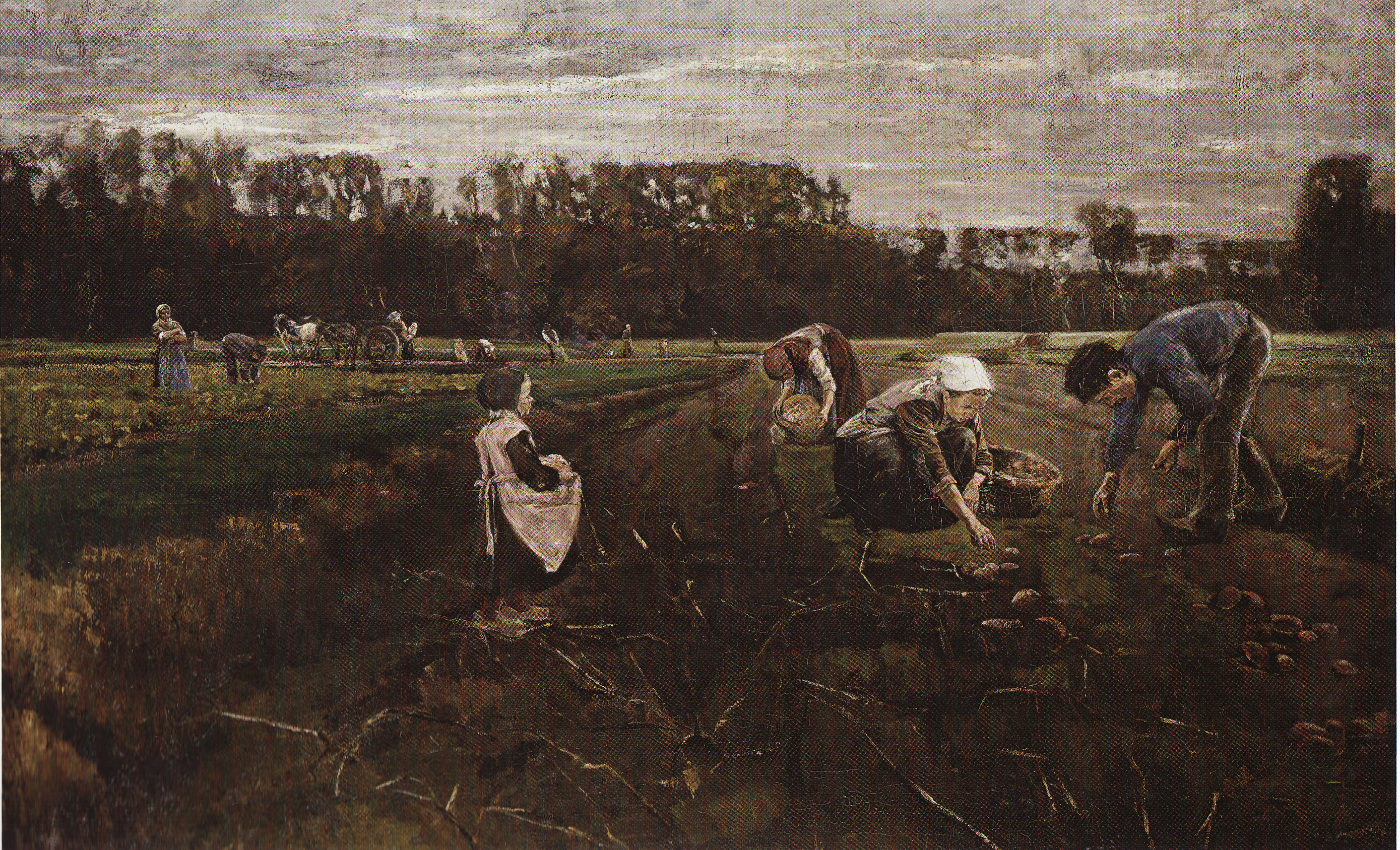
Cosecha de papas en Barbizon, 1874. Obra de Liebermann inspirada por la Escuela de Barbizon.

La Escuela de Barbizon tenía gran significado para el desarrollo del impresionismo, ya que plasmaba el arte de paisajes y enriquecía las corrientes de la época mediante la técnica de la pintura al aire libre. Esto causó que Liebermann se alejara del ya pasado de moda arte de Munkácsy. Desde entonces se interesó en los métodos de la Escuela de Barbizon, así como en sus motivos. En Barbizon, Liebermann retomó la temática de una obra que otrora había realizado en Weimar: Trabajadores en el campo de nabos. Buscó entonces un motivo parecido y creó Cosecha de papas en Barbizon, obra que solo terminaría años más tarde. Se mantuvo alejado de las opiniones de los críticos contemporáneos. El retrato de los trabajadores en su entorno le parecía artificial, era como si los hubiera insertado en el paisaje.
En 1875, Liebermann pasó tres meses en Zandvoort, Holanda. En Haarlem estudió intensivamente las obras de Hals. Liebermann esperaba verse influenciado en su propio estilo mediante su trabajo con la pintura de retratos de Hals. Esta, junto a los métodos empleados en sus trazos vivaces e indefinidos, al igual que la influencia de los impresionistas franceses, caracterizaría buena parte de la obra tardía de Liebermann. Además, el artista berlinés desarrolló una singularidad en sus pinturas: dejaba pasar mucho tiempo entre el momento en el que concebía una idea y hasta la realización de una gran obra. Fue luego de su regreso a París, en el otoño de 1875, cuando instaló un gran taller y retomó la idea de lo que había observado. Creó una primera pintura que presentaba un grupo de niños pescadores bañándose; años más tarde plasmaría este motivo de nuevo.

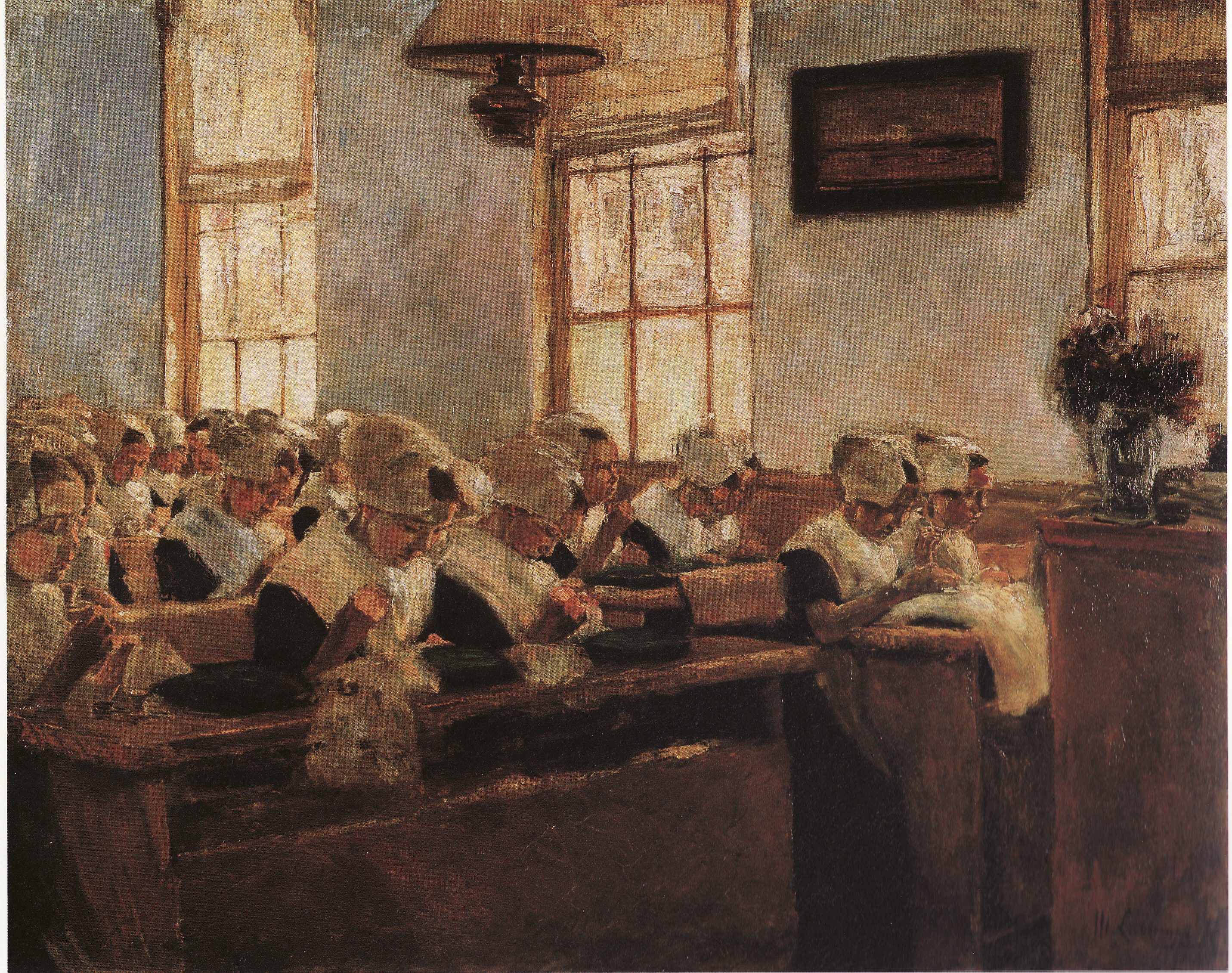
Escuela de costura holandesa,1876. Liebermann ya se muestra interesado por la incidencia de la luz en la escena representada.

En el verano de 1876, realizó nuevamente una estadía de varios meses en los Países Bajos. Ahí continuó sus estudios sobre Hals. Posteriormente, encontró su propio estilo, el cual lo beneficiaría especialmente en la pintura de retratos. En Ámsterdam se encontró con el grabador William Unger, quien lo contactó con Jozef Israëls, artista que le brindó una amistad duradera y estimuló su interés por la naturaleza, así como también el evocar sentimientos y estados de ánimo en la obra de arte. En su cuadro Escuela de costura holandesa (1876), Liebermann utiliza efectos de luz prácticamente impresionistas. Max conoció la Sinagoga Portuguesa de Ámsterdam gracias al profesor August Allebé, hecho que le permitió reencontrarse con sus raíces judías. Por aquel entonces Liebermann produjo sus primeros estudios del Orfanato de Ámsterdam.
Bajo la presión de tener que rendirle cuentas a sus padres y, sobre todo, a sí mismo, cayó en una profunda depresión en París. En este tiempo creó pocas obras y sus múltiples participaciones en el Salón de París entre 1875 y 1877, no le aportaron el éxito esperado. Liebermann sentía que no podía ofrecerle nada al escenario artístico de la gran metrópoli francesa. Es más, sus obras no se afrancesaron, sino que por el contrario, reflejaban las fuertes influencias adquiridas en sus continuas estadías en Holanda. Liebermann dejó París en 1878, pero regresó cada verano a pintar en Holanda y lo hizo regularmente durante nada más ni nada menos que casi treinta años, entre 1875 y 1913.

### Múnich, Berlín y Wannsee
En 1878 Liebermann viajó por primera vez a Italia. En Venecia fue a ver las obras de Vittore Carpaccio y Gentile Bellini, donde encontró una nueva fuente de inspiración para su obra. También allí conoció a un grupo de pintores de Múnich, entre quienes se encontraba Franz von Lenbach. Permaneció tres meses con ellos en Venecia y finalmente los siguió hasta la capital de Baviera, la cual poseía también la Escuela de Múnich y era también el centro alemán del arte naturalista. 
Wilhelm Leibl fue uno de los pocos pintores a los que frecuentó en Múnich.
En diciembre de 1878 Liebermann comenzó a pintar su Jesús de doce años en el Templo, cuyos primeros esbozos ya había realizado en las Sinagogas de Ámsterdam y Venecia. Nunca antes había pintado un cuadro que le demandara tanto esfuerzo: unió los estudios aprendidos en los interiores de las sinagogas con personajes individuales que había esbozado previamente durante sus estudios de desnudos para luego juntarlos, ya no desnudos, sino vestidos. Presentando a Jesús como foco de interés, la pintura de Liebermann está además bañada por una luz casi mística.
Mas la obra tuvo una controvertida recepción en Alemania. El príncipe regente, Leopoldo de Baviera, se mantuvo en todo momento junto a Liebermann, pero un crítico del diario bávaro Augsburger Allgemeine no dudó en reiterar el cliché de la fealdad, arguyendo que la pintura mostraba al "niño judío más feo y entrometido que uno pudiera imaginar"; tampoco faltaron otros tantos epítetos y amenazas racistas para con el pintor hebreo. A los bávaros les preocupaba sobremanera la apariencia de Jesús y especialmente el hecho de que gesticulara con sus manos mientras exponía sus argumentos.
Mientras que la oposición eclesiástica y de los críticos se volvía cada vez más extrema, reconocidos artistas y colegas apoyaron incondicionalmente la obra de Liebermann. Entre ellos merecen ser mencionados Friedrich August von Kaulbach y Wilhelm Leibl, para quienes la obra en cuestión simplemente representaba una síntesis de todo lo capitalizado por el joven Liebermann tras sus años de aprendizaje.

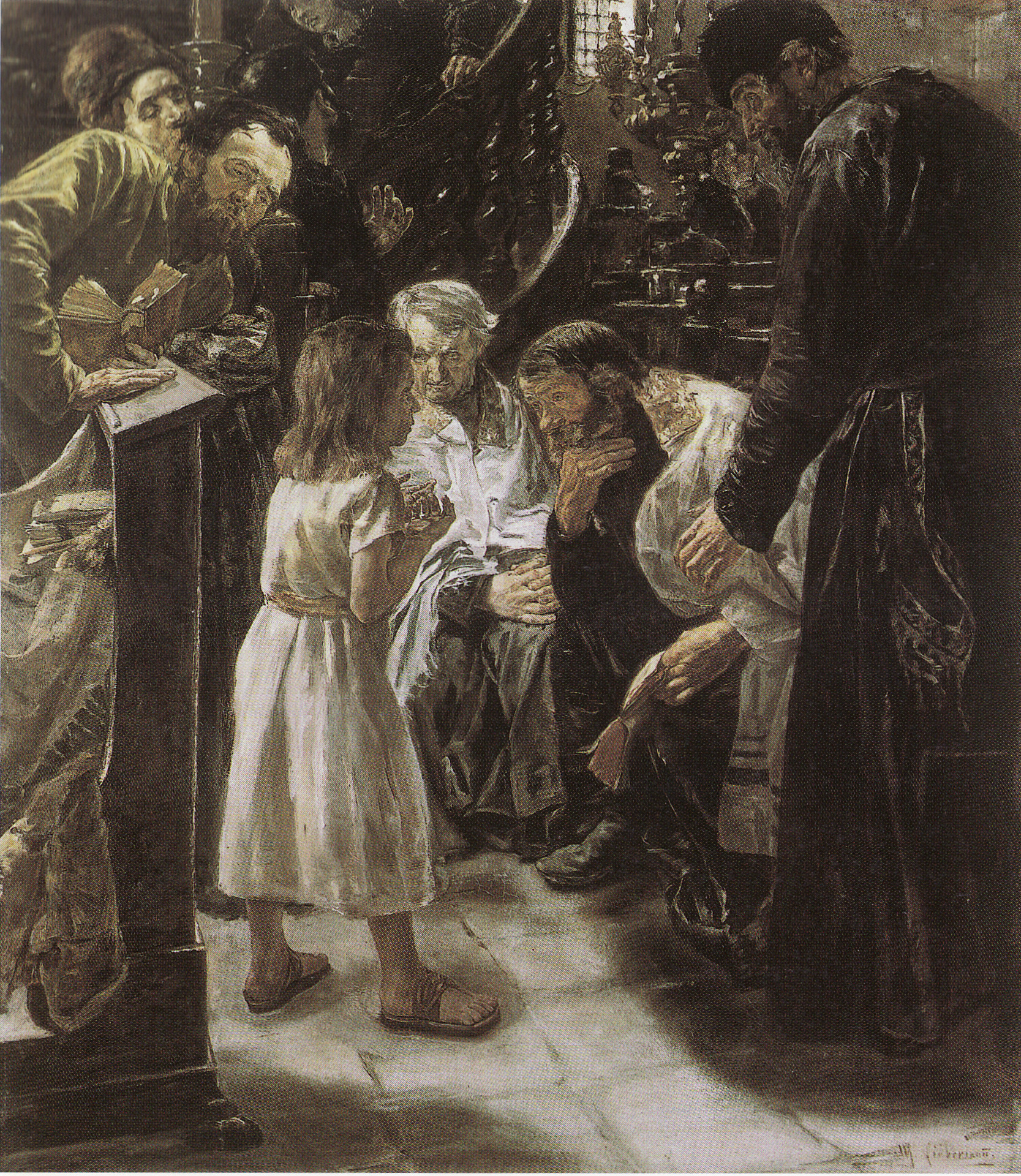
Jesús de doce años en el Templo, 1879. El arte holandés y veneciano se reúnen en esta obra de Max Liebermann.

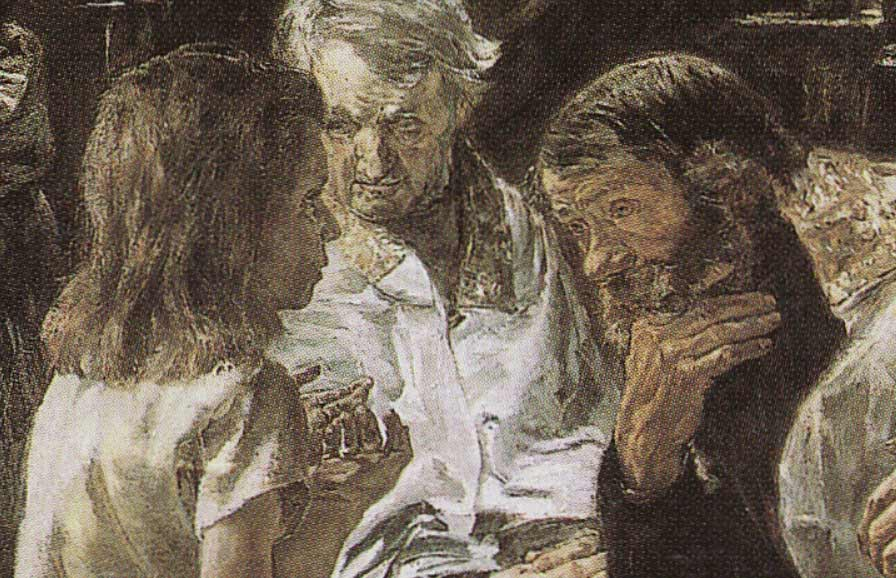
Detalle de Jesús de doce años en el Templo.

Sea como fuere, original es la composición y el manejo de la luz en la obra de Liebermann, uno de los muy pocos trabajos bíblicos que realizó a lo largo de su carrera y que tiene sus referentes en el tradicional tema de Jesús entre los doctores. Se trata de una obra de diálogo, donde los teólogos judíos presentan reacciones diversas ante los argumentos del joven predicador, a quien indudablemente los teólogos escuchan con gran interés. Entre ellos puede observarse quien recibe su mensaje con inspiración, quien se mantiene cauto al respecto, así como quienes expresan su asombro y sorpresa ante las palabras de Jesús. Los doctores en teología, siguiendo la tradición hebraica, debaten lo que oyen entre ellos. Algunos simplemente comentan o intercambian ideas entre ellos y hay hasta quien ha dejado de leer su libro de plegarias y, con atención, medita ahora sobre los argumentos de Jesús. 
Difícilmente por lo tanto pueda sostenerse en este caso que se trate de una imagen anticristiana; en particular, si se toma en cuenta que Liebermann, considerando la sensibilidad de los gentiles religiosos, realizó en su momento cambios importantes en su obra, transformando en particular la apariencia del joven predicador.
Significativamente, Liebermann no ha pintado la enormidad pública del Templo de Jerusalén sino la intimidad característica de una pequeña sinagoga europea, con varios personajes vestidos a la usanza tradicional de los judíos dieciochezcos y decimonónicos e incluyendo esto también la incorporación de motivos hebreos tales como el talit, el sidur y la luz eterna.

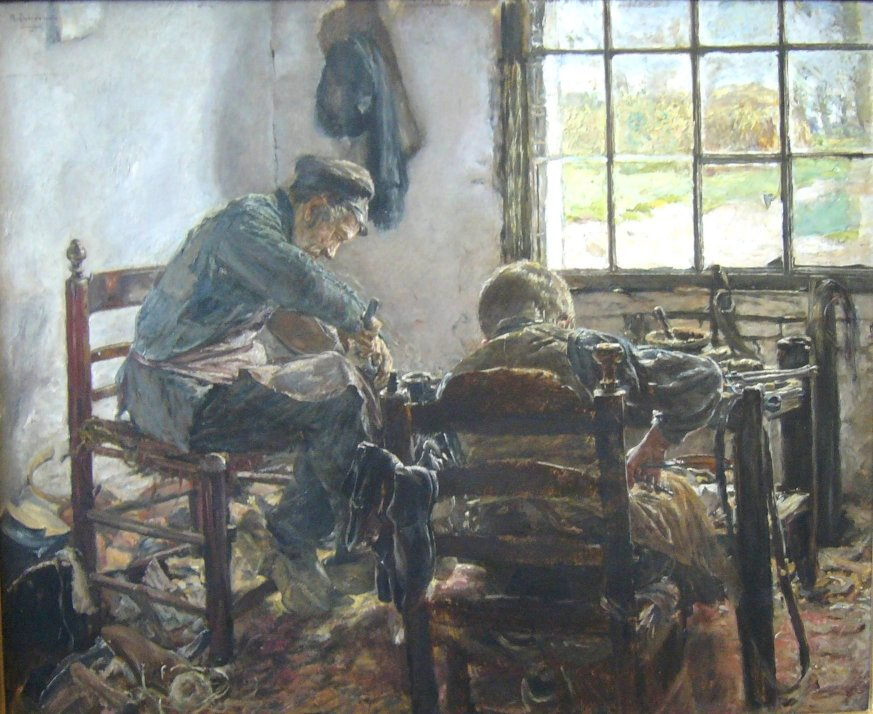
Taller de zapatero, 1881. Obra que da testimonio de su interacción con Jozef Israëls.

Debido en parte a las repercusiones obtenidas por su óleo de 1879, y más allá de improperios y amenazas, Liebermann terminó por ser artísticamente reconocido. En 1880 participó nuevamente en el Salón de París, donde presentó obras pobladas por trabajadores en comunidades llenas de armonía. 
En 1884, Liebermann regresó a su ciudad natal, donde realizó algunas de sus obras más famosas, tales como Depósito de lino en Laren (1887), pintura paradigmática del naturalismo alemán. Yendo y viniendo, pero por sobre todo trabajando tanto en Holanda Alemania, Liebermann pintó orfanatos y asilos para ancianos en Ámsterdam, así como importantes escenas con los trabajadores de ambos países. "Liebermann hizo por Alemania lo que Millet había hecho por el arte francés, representando escenas de quehaceres rurales de un modo melancólico, pero no sensiblero".
Convencido de que "la pintura debería ser la exploración del arte así como el estudio honesto de la naturaleza", Liebermann abrigaba la esperanza de que sus representaciones de las clases trabajadoras sensibilizarían a los espectadores y ayudarían a mejorar la condición de vida de los trabajadores.
A partir de 1890 fue influenciado por el impresionismo y, a partir de ese momento, no tardó en convertirse en el artista líder de Berlín. Tendió por ese entonces a emplear colores más luminosos y una técnica más libre (semejante a la que se desarrolla cuando se realizan bocetos), aportando todo ello nuevos valores atmosféricos a su obra. Coleccionó pinturas impresionistas y publicó ensayos sobre Manet y Degas. La paleta de Liebermann se volvió más brillante y luminosa; abandonó la temática del mundo rural y trabajó desde entonces otras concernientes al esparcimiento burgués, los retratos y los paisajes.
En tanto que Liebermann pasó a ocuparse de los asuntos impresionistas de la luz y el color, el tema de sus obras se volvió menos importante para él. Sin embargo, el berlinés mantuvo siempre una conexión con la tradición narrativa propia del arte alemán y, por lo tanto, y a diferencia de los impresionistas franceses, nunca dejó de interesarse por completo de los temas que abordaba.

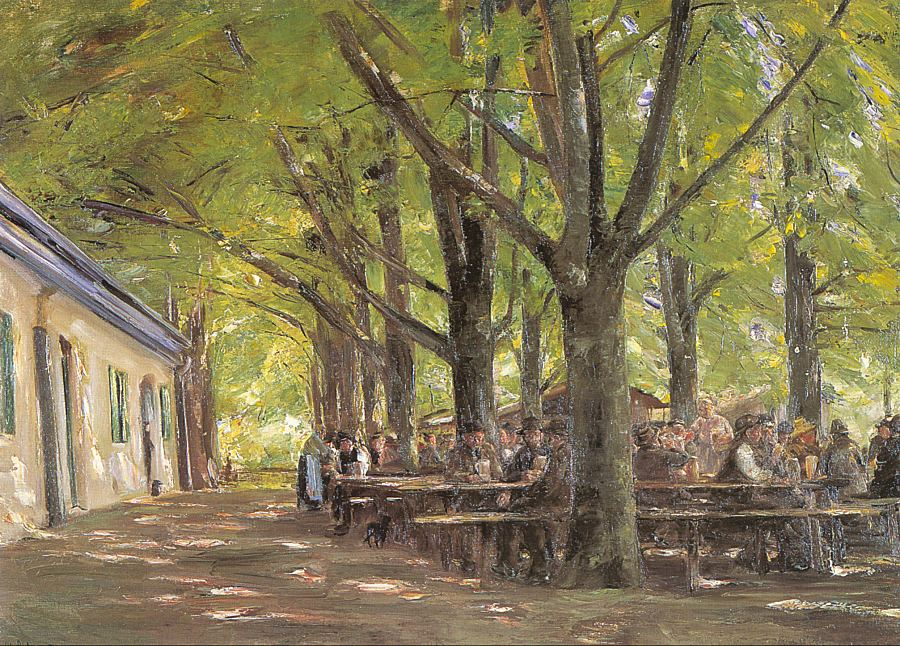
Cervecería rural en Branneburgo, 1893. Museo de Orsay, París.

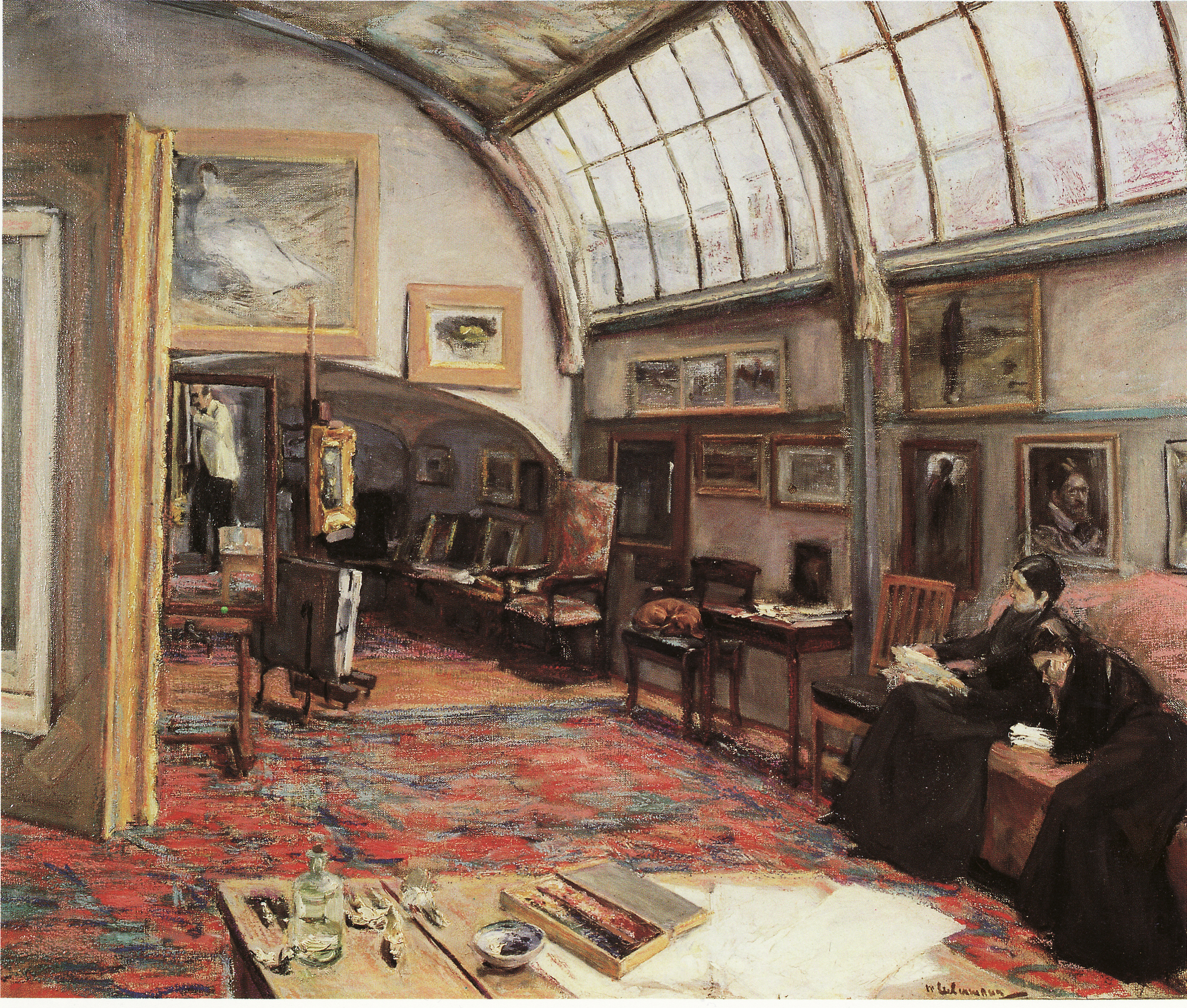
El atelier del pintor, 1902. Kustmuseum St Gallen, Suiza.

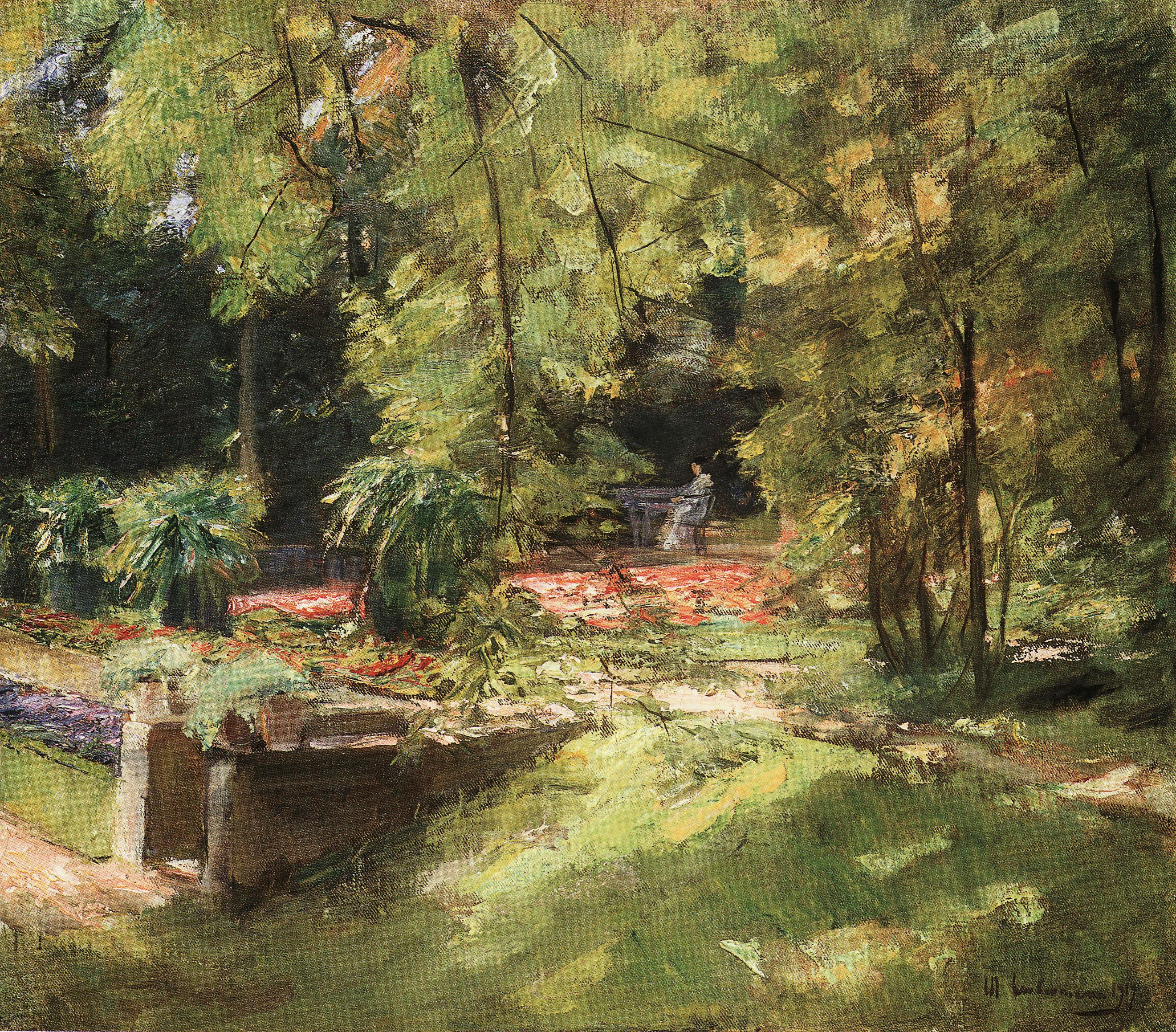
Las terrazas de flores en el jardín de [Villa Liebermann en] Wannsee, c. 1916.

Aunque Liebermann lejos estaba de poder plasmar a través de su arte el agitado estado de ánimo que en aquella época se hacía ya sentir en Alemania a causa de las persecuciones antisemitas, halló paz e inspiración en los Países Bajos, a los que regresaba cada año. Con todo, Liebermann no dejó de trabajar en Alemania, donde realizó retratos y paisajes. En los años subsiguientes viajó al pantano de Dachau, donde trabajó, para luego ir a Rosenheim y al Valle Inntal, donde creó su notable obra Cervecería rural en Brannenburgo (1893). 
Hacia 1897 Liebermann obtuvo su "muy merecido reconocimiento" como artista. La exhibición de sus obras en la Gran Exposición de Arte de Berlín de 1897, marcó su consagración como artista. Ganó medallas tanto en su ciudad natal como en la misma Múnich en la que años antes había generado reacciones contradictorias. Liebermann realizó luego obras concernientes a las actividades, deportes y ocios de la alta burguesía, así como también otras series de numerosos retratos. En su época, Liebermann fue un retratista que gozó de gran popularidad en Berlín. Realizó no menos de 200 retratos y fue además uno de los más cotizados retratistas de Berlín. Entre sus trabajos más apreciados figuran los retratos de Albert Einstein y Paul von Hindenburg, quien entonces era presidente de la República de Weimar.
Su formidable colección de arte impresionista introdujo a muchos de sus compatriotas al arte de la vanguardia francesa.
En 1890 Liebermann ingresó como miembro de la Academia, pero para 1899, a causa de polémicas causada por los estrechos horizontes de la pintura en su país, promovió, junto a Lovis Corinth y Max Slevogt, la creación de la Secesión de Berlín, de la cual fue presidente electo entre 1899 y 1911.
En 1903, Liebermann fue a su vez nombrado presidente de la Confederación de Artistas Alemanes.
Hacia 1905 la obra de Liebermann era exhibida en el Kunsthalle de Hamburgo, la Nationalgallerie de Berlín, la Neue Pinakothek de Múnich, el Museo de Estrasburgo, el Museo de Leipzig y otras tantas galerías públicas de Europa.
A partir de 1909 Liebermann pintó en su casa de campo en Wannsee, en las cercanías de Potsdam.
En 1920 Liebermann fue elegido presidente de la Academia Prusiana de Artes, la más distinguida institución de la República de Weimar, y ocupó dicho cargo durante trece años.
En 1927, para sus ochenta años, Liebermann recibe en Berlín los honores más altos: la presentación personal del escudo del águila del Imperio alemán por von Hindenburg y se lo nombra además ciudadano ilustre de Hannover.
Liebermann renunció al cargo de presidente de la Academia Prusiana de Artes por razones de salud, posiblemente también ligadas a su indignación por el avance de los nazis hacia el poder en 1932. Conocidas son sus palabras al percibir ante su hogar en Berlín el despliegue nazi que tuvo lugar durante la noche del primero de enero de 1933: 

No podría comer tanto, como ganas tengo de vomitar.

En 1934 pintó El regreso de Tobías, obra inspirada en el Libro de Tobit y que presenta una escena donde el hijo vuelve a casa con una cura para la ceguera de su padre. Ese mismo año pintó también la última pintura acerca de sí, Autorretrato con sombrero y pincel.
El artista murió el 8 de febrero de 1935, a los 87 años de edad. Leah Ollman escribió en 2005 al respecto, considerando la muerte del pintor y su previa renuncia al cargo de presidente de la Academia Prusiana de Artes:  

Max Liebermann vivió una larga y fructífera vida: casi lo suficientemente larga como para que se le hubiese podido arrancar todo aquello que había logrado. Fue, por decirlo de alguna manera, afortunado en morirse cuando murió, en su hogar en Berlín, en 1935. En 1933, cuando Hitler llegó a ser canciller alemán, Liebermann dejó su distinguida posición de presidente de la Academia Prusiana de Artes antes de que hubiese sido forzado a tener que hacerlo por las leyes [racistas] que restringirían los derechos de los judíos [europeos a partir de septiembre de 1935]. Otros pocos años más y Liebermann hubiese tenido que ver el resto de todo aquello por lo que había trabajado serle arrancado: su colección de arte, su hogar, su reputación, su vida.

## Legado

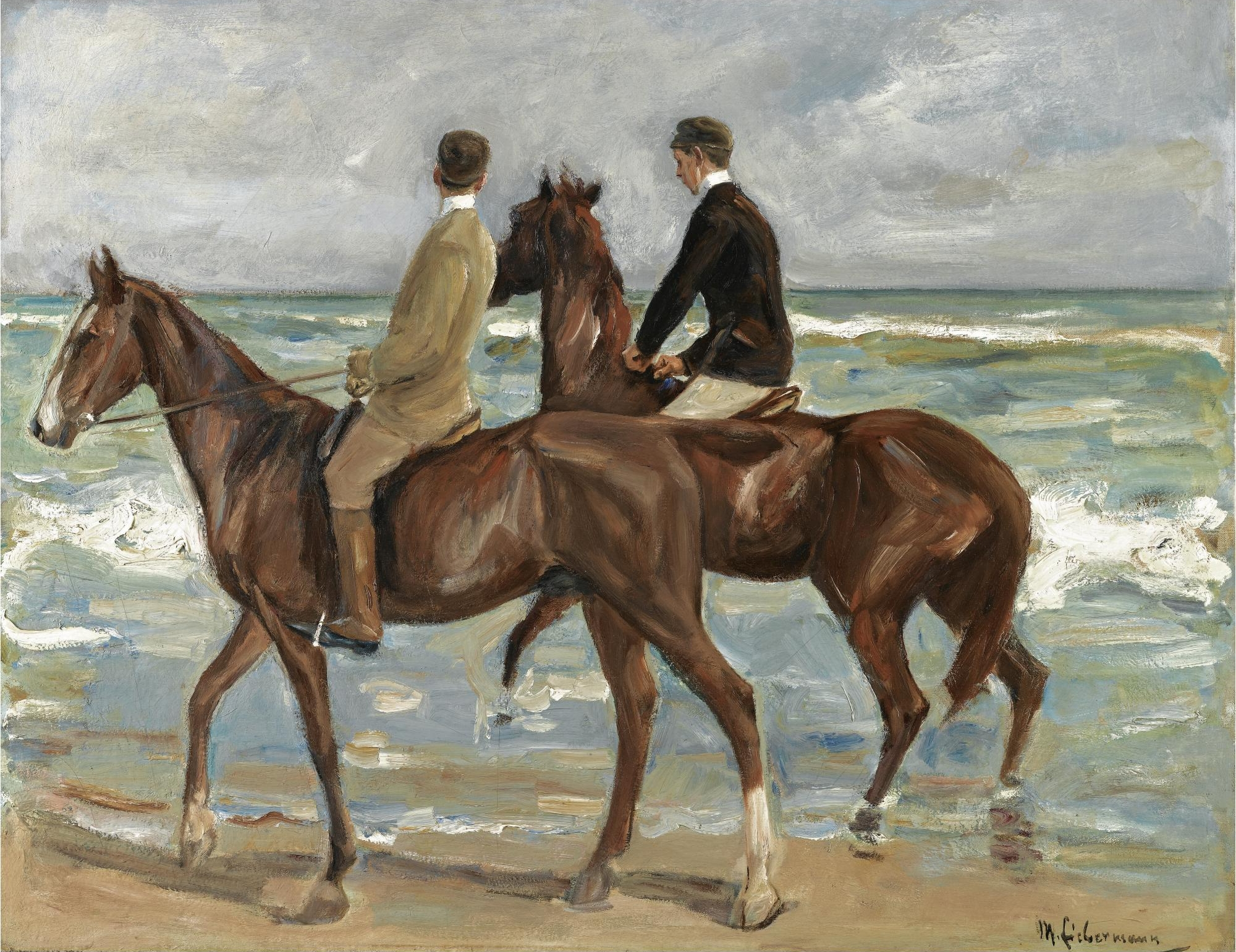
Jinetes junto al mar, 1901.

Después de estudios profesionales en Weimar y estadías en París y los Países Bajos, Max Liebermann realizó trabajos naturalistas que abordaron la temática social, tema tabú para muchos alemanes. Desde 1880, y a través del trabajo de los impresionistas franceses, descubrió las coloraciones claras y realizó pinturas de trazos vivaces, características de sus obras más importantes. Sus creaciones constituyen un importante puente transicional entre el arte alemán oficial del siglo XIX y el arte moderno de ese país en el siglo XX. Cubren tanto la época del gobierno de Guillermo II como aquella de la República de Weimar. Como presidente de la Secesión de Berlín y dirigiendo la Academia de las Artes de Prusia, Liebermann propició los cambios y abrió el camino hacia la modernidad.

## Bibliografía

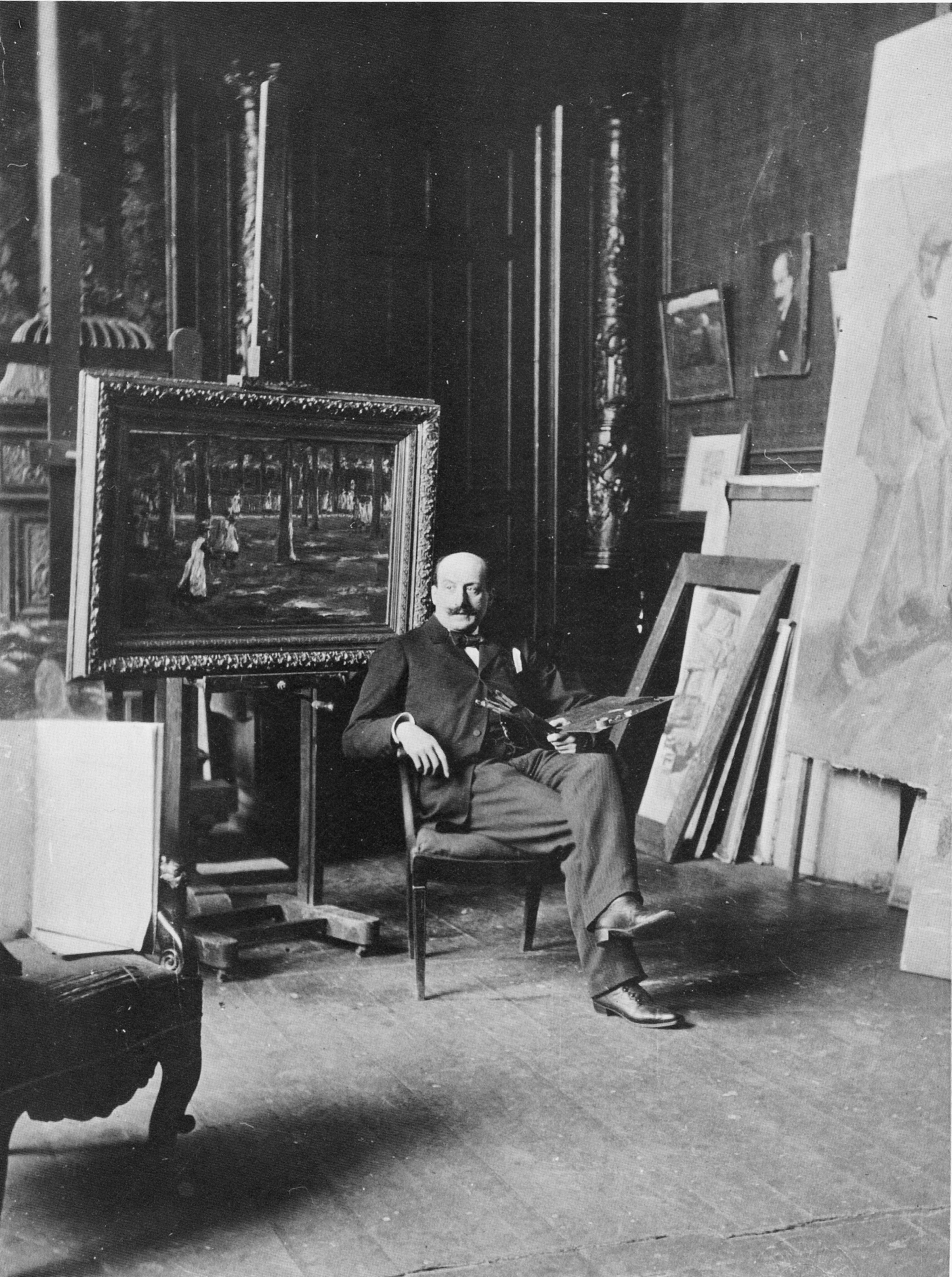
Liebermann en su atelier de la Auguste-Viktoria-Straße, 1898.

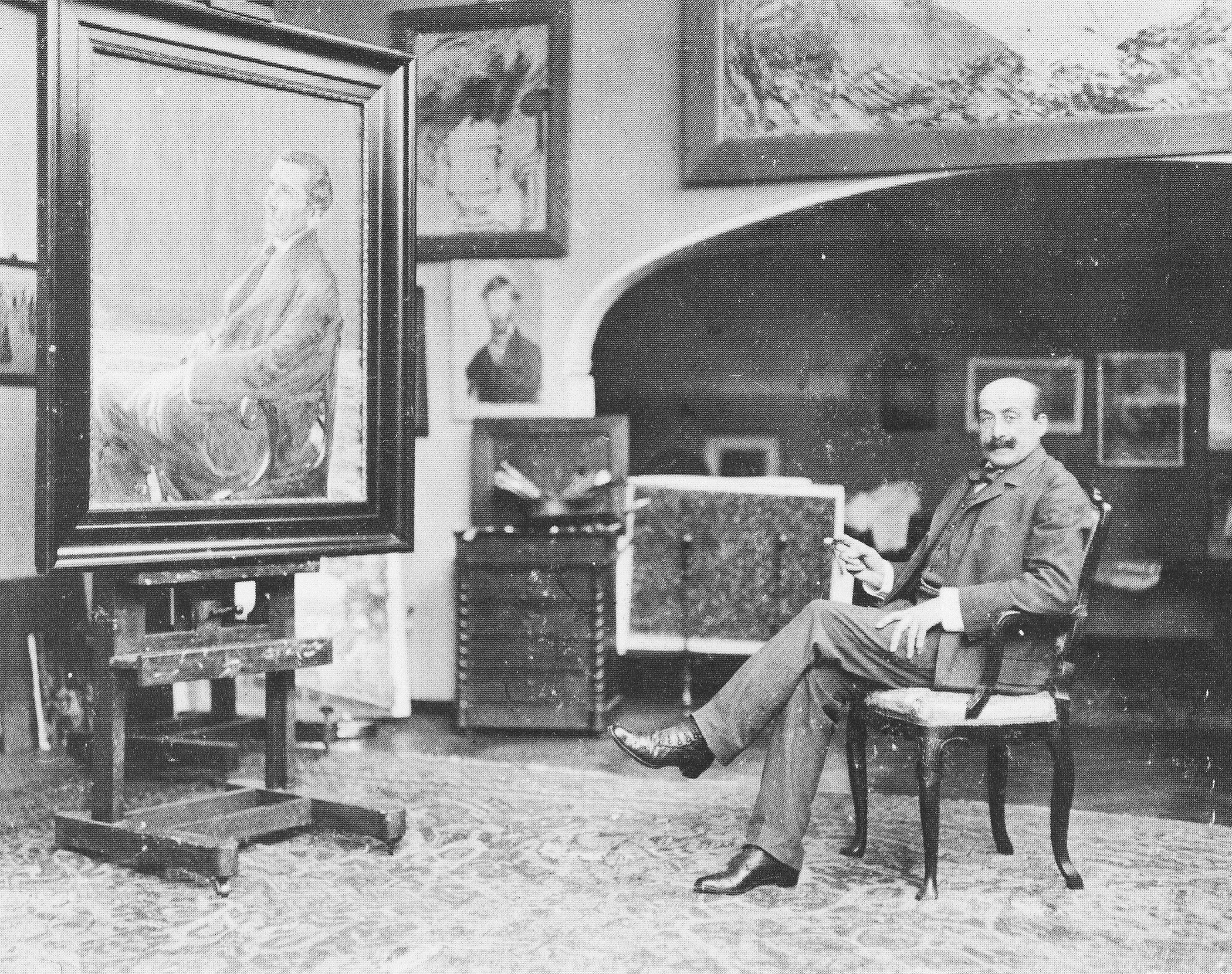
El pintor en su taller de Pariser Platz, 1905.